# Delmar Glaze
Delmar Glaze, noto anche come D.J. Glaze (Charlotte, 4 agosto 2002), è un giocatore di football americano statunitense che milita nel ruolo di offensive tackle per i Las Vegas Raiders della National Football League (NFL). Al college ha giocato per l'Università del Maryland.

## Carriera universitaria
Glaze, originario di Charlotte in Nord Carolina, cominciò a giocare a football nella locale West Mecklenburgh High School. Valutato come un prospetto medio-alto per il college football, tre stelle su cinque, ricevette offerte da svariate università, come Alabama A&M, Appalachian State, Campbell, Connecticut, East Tennessee State, FIU, Jacksonville State, Massachusetts, Morgan State, Notre Dame e South Carolina State, scegliendo infine di andare a giocare nel 2020 per l'Università del Maryland, con i Terrapins che militano nella Big Ten Conference (B1G) della Divisione I della Football Bowl Subdivision (FBS) della NCAA. Dopo un primo anno in cui fece una sola presenza, divenne titolare giocando quindi tutte le gare dei Terrapins. Al termine della stagione 2023, giocata da tackle di sinistra titolare, fu nominato nel third-team dei migliori giocatori della conference. Il 25 dicembre 2023 accettò l'invito a partecipare al Senior Bowl, partita organizzata per permettere ai migliori prospetti uscenti dal college di mettersi in mostra davanti ai selezionatori delle squadre della NFL. Il 15 gennaio 2024 Glaze si dichiarò per passare tra i professionisti.
Premi e riconoscimenti
- Third-Team All-B1G (2022)

Statistiche al college
| Stagione | Stagione | Stagione   | Stagione   | Stagione | Stagione | Difesa  | Difesa  | Difesa  | Difesa | Difesa  | Difesa   |
| Anno     | Squadra  | Campionato | Conference | P        | PT       | T. tot. | T. sol. | T. ass. | Sack   | P. dev. | F. forz. |
| -------- | -------- | ---------- | ---------- | -------- | -------- | ------- | ------- | ------- | ------ | ------- | -------- |
| 2020     | Maryland | FBS Div. I | B1G        | 1        | 0        | 0       | 0       | 0       | 0,0    | 0       | 0        |
| 2021     | Maryland | FBS Div. I | B1G        | 13       | 6        | 1       | 1       | 0       | 0,0    | 0       | 0        |
| 2022     | Maryland | FBS Div. I | B1G        | 13       | 13       | 0       | 0       | 0       | 0,0    | 0       | 0        |
| 2023     | Maryland | FBS Div. I | B1G        | 13       | 13       | 1       | 0       | 1       | 0,0    | 0       | 0        |
| Totale   | Totale   | Totale     | Totale     | 40       | 32       | 2       | 1       | 1       | 0,0    | 0       | 0        |

Fonte: Maryland Terrapins

## Carriera professionistica

### Las Vegas Raiders
Glaze fu scelto nel corso del terzo giro (77ª scelta assoluta) del Draft NFL 2024 dai Las Vegas Raiders. Il 10 maggio 2024 Glaze firmò il suo contratto da rookie: un accordo quadriennale da 5,86 milioni di dollari, di cui 1,08 milioni garantiti alla firma. Il 22 settembre 2024 giocò i suoi primi snap da professionista, nella sconfitta 36-22 contro i Carolina Panthers, entrando per sostituire l'infortunato Thayer Munford. Fece il suo debutto da titolare nella gara del turno successivo, la vittoria 20-16 contro i Cleveland Browns, in cui seppur soffrendo la pressione della forte difesa avversaria mise in campo una buona prestazione, soprattutto facilitando il gioco su corsa della squadra di Las Vegas.